# Snowboard a 2006. évi téli olimpiai játékokon
A 2006. évi téli olimpiai játékokon a snowboard versenyszámait Bardonecchiában rendezték február 12. és 23. között. A sportágban 3 férfi és 3 női versenyszámban osztottak érmeket. Először rendeztek snowboard cross versenyeket a téli olimpián.

## Éremtáblázat
(A rendező nemzet csapata eltérő háttérszínnel, az egyes számoszlopok legmagasabb értéke, vagy értékei vastagítással kiemelve.)
| A 2006. évi téli olimpiai játékok éremtáblázata snowboardban | A 2006. évi téli olimpiai játékok éremtáblázata snowboardban | A 2006. évi téli olimpiai játékok éremtáblázata snowboardban | A 2006. évi téli olimpiai játékok éremtáblázata snowboardban | A 2006. évi téli olimpiai játékok éremtáblázata snowboardban | Olimpia  |
| ------------------------------------------------------------ | ------------------------------------------------------------ | ------------------------------------------------------------ | ------------------------------------------------------------ | ------------------------------------------------------------ | -------- |
|                                                              | Ország                                                       | Arany                                                        | Ezüst                                                        | Bronz                                                        | Összesen |
| 1.                                                           | Egyesült Államok (USA)                                       | 3                                                            | 3                                                            | 1                                                            | 7        |
| 2.                                                           | Svájc (SUI)                                                  | 3                                                            | 1                                                            | 0                                                            | 4        |
|                                                              |                                                              |                                                              |                                                              |                                                              |          |
| 3.                                                           | Németország (GER)                                            | 0                                                            | 1                                                            | 0                                                            | 1        |
| 3.                                                           | Szlovákia (SVK)                                              | 0                                                            | 1                                                            | 0                                                            | 1        |
|                                                              |                                                              |                                                              |                                                              |                                                              |          |
| 9.                                                           | Ausztria (AUT)                                               | 0                                                            | 0                                                            | 1                                                            | 1        |
| 9.                                                           | Finnország (FIN)                                             | 0                                                            | 0                                                            | 1                                                            | 1        |
| 9.                                                           | Franciaország (FRA)                                          | 0                                                            | 0                                                            | 1                                                            | 1        |
| 9.                                                           | Kanada (CAN)                                                 | 0                                                            | 0                                                            | 1                                                            | 1        |
| 9.                                                           | Norvégia (NOR)                                               | 0                                                            | 0                                                            | 1                                                            | 1        |
|                                                              |                                                              |                                                              |                                                              |                                                              |          |
| Összesen                                                     | Összesen                                                     | 6                                                            | 6                                                            | 6                                                            | 18       |

## Részt vevő nemzetek
A versenyeken 24 nemzet 187 sportolója vett részt.
- Ausztrália (AUS) (9)
- Ausztria (AUT) (12)
- Brazília (BRA) (1)
- Bulgária (BUL) (1)
- Csehország (CZE) (3)
- Egyesült Államok (USA) (16)
- Finnország (FIN) (5)
- Franciaország (FRA) (16)
- Hollandia (NED) (2)
- Japán (JPN) (13)
- Kanada (CAN) (16)
- Kína (CHN) (2)
- Lengyelország (POL) (6)
- Nagy-Britannia (GBR) (4)
- Németország (GER) (11)
- Norvégia (NOR) (4)
- Olaszország (ITA) (16)
- Oroszország (RUS) (8)
- Spanyolország (ESP) (5)
- Svájc (SUI) (16)
- Svédország (SWE) (13)
- Szlovákia (SVK) (1)
- Szlovénia (SLO) (4)
- Új-Zéland (NZL) (3)

## Érmesek

### Férfi
| A 2006. évi téli olimpiai játékok érmesei férfi snowboardban |                                       |                                       |                                     |                                  |                                            |                                            |
| Versenyszám                                                  | Arany                                 | Arany                                 | Ezüst                               | Ezüst                            | Bronz                                      | Bronz                                      |
| Halfpipe                                                     | Shaun White · Egyesült Államok (USA)  | 46,8                                  | Danny Kass · Egyesült Államok (USA) | 44,0                             | Markku Koski · Finnország (FIN)            | 41,5                                       |
| Parallel giant slalom                                        | Philipp Schoch · Svájc (SUI)          | Philipp Schoch · Svájc (SUI)          | Simon Schoch · Svájc (SUI)          | Simon Schoch · Svájc (SUI)       | Siegfried Grabner · Ausztrália (AUS)       | Siegfried Grabner · Ausztrália (AUS)       |
| Snowboard cross                                              | Seth Wescott · Egyesült Államok (USA) | Seth Wescott · Egyesült Államok (USA) | Radoslav Židek · Szlovákia (SVK)    | Radoslav Židek · Szlovákia (SVK) | Paul-Henri De Le Rue · Franciaország (FRA) | Paul-Henri De Le Rue · Franciaország (FRA) |

### Női
| A 2006. évi téli olimpiai játékok érmesei női snowboardban |                                       |                             |                                             |                                             |                                         |                                         |
| Versenyszám                                                | Arany                                 | Arany                       | Ezüst                                       | Ezüst                                       | Bronz                                   | Bronz                                   |
| Halfpipe                                                   | Hannah Teter · Egyesült Államok (USA) | 46,4                        | Gretchen Bleiler · Egyesült Államok (USA)   | 43,4                                        | Kjersti Buaas · Norvégia (NOR)          | 42,0                                    |
| Parallel giant slalom                                      | Daniela Meuli · Svájc (SUI)           | Daniela Meuli · Svájc (SUI) | Amelie Kober · Németország (GER)            | Amelie Kober · Németország (GER)            | Rosey Fletcher · Egyesült Államok (USA) | Rosey Fletcher · Egyesült Államok (USA) |
| Snowboard cross                                            | Tanja Frieden · Svájc (SUI)           | Tanja Frieden · Svájc (SUI) | Lindsey Jacobellis · Egyesült Államok (USA) | Lindsey Jacobellis · Egyesült Államok (USA) | Dominique Maltais · Kanada (CAN)        | Dominique Maltais · Kanada (CAN)        |